# اردوگاه ترنوپولیه

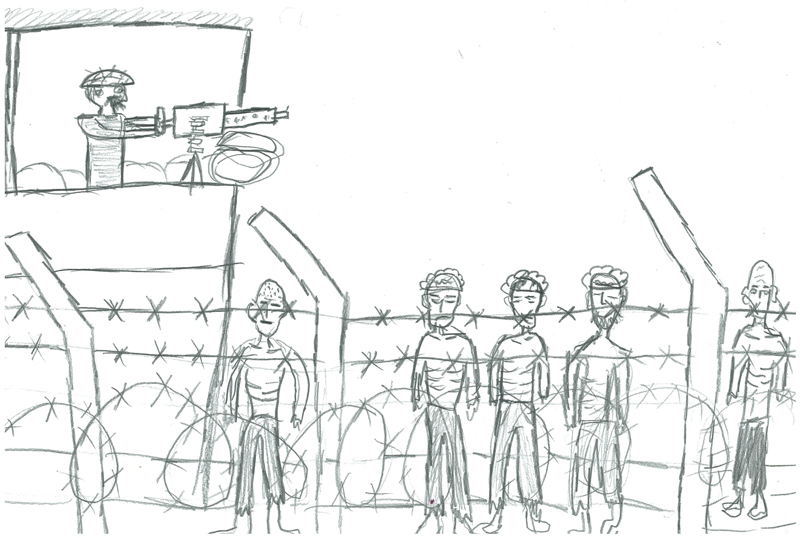
نقاشی یک کودک چهارده ساله از این اردوگاه

اردوگاه ترنوپولیه (انگلیسی: Trnopolje camp) یک اردوگاه کار اجباری بود که توسط ارتش جمهوری صرب بوسنی و پلیس در روستای ترنوپولیه در نزدیکی پرییدور در شمال بوسنی و هرزگوین و در جریان جنگ بوسنی برپا شد.بین می تا نوامبر ۱۹۹۲ بیش از ۳۰٬۰۰۰ بوسنیایی و کرووات (از جمله تعداد زیادی زن و کودک) در این اردوگاه نگه‌داری می‌شدند.
دادگاه بین‌المللی کیفری یوگسلاوی سابق تاکنون شماری از مقامات رسمی جمهوری صرب بوسنی را به جرم جنایت علیه بشریت و جنایت جنگی در این اردوگاه محاکمه کرده‌است.۹۰ نفر در این اردوگاه جان سپردند.